# 邢府千歲
邢府千歲，中國閩南民間信仰的神明，清治時期傳入臺灣，成為臺灣南部廣泛信仰的神祇。關於邢府千歲祖廟有多種說法，但普遍認為現已不存，而現存最古老、最具代表性的邢王廟為泉州南安市洪瀨鎮西林村玉湖檺林宮三王府。

## 典故
根據檺林宮三王府記載，邢府千歲為北宋訓詁學家邢炳。
邢炳(932年—1011年)，《宋史》作邢昺，字叔明，河南道曹州(今山東省菏澤市)人。據宋史載，邢炳於宋太宗太平興國年間出仕，以通九經及第，累進官至禮部尚書，為宋太宗、宋真宗兩朝名臣。曾與孫奭、舒雅、杜鎬等當朝學者，核定《論語》、《周禮》、《儀禮》、《公羊傳》、《爾雅義疏》等書。

## 祭祀
檺林宮三王府將邢炳與東漢朱祜、南宋李良合尊為朱邢李三千歲，以農曆八月二十三日為其壽誕，其信仰後散佈於泉南各地並傳入臺灣，代表性廟宇有臺南神興宮等。

## 臺南共善堂版本
根據臺南石精臼開基共善堂記載，邢府千歲正式稱號為無量救世忠義聖佛保護大帝邢天王爺，一共有七位，分別為盧蒲癸、邢蒯曠、州綽、殖綽、王何、郭最、賈舉，七人均為春秋時代齊後莊公臣下，其事蹟均可見於春秋三傳。

## 奉祀廟宇

### 中國大陸
- 福建省南安市洪瀨鎮玉湖檺林宮三王府
- 福建省南安市洪瀨鎮玉湖檺林行宮

### 臺灣

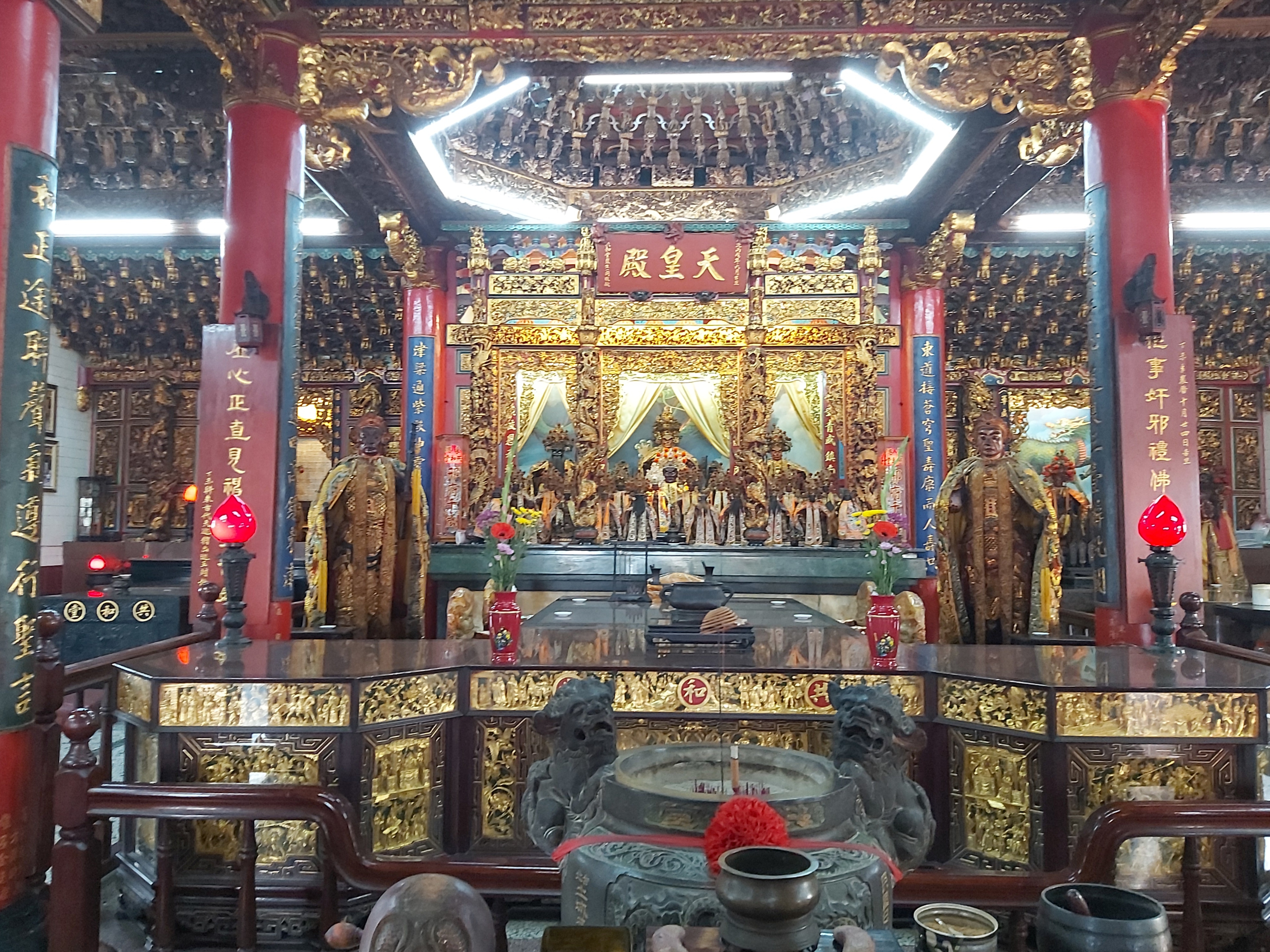
屏東縣東港鎮共和堂正殿

- 臺北市大安區台北六張犁北順宮
- 新北市樹林區樹林彭厝鎮安宮
- 彰化縣花壇鄉灣仔口楓灣宮
- 彰化縣埔鹽鄉永樂村慶安宮
- 彰化縣溪湖鎮太平里奉天宮
- 彰化縣線西鄉下見口見興宮
- 嘉義縣朴子市五甲田仔代天宮
- 嘉義縣朴子市糖寮仔順天宮
- 嘉義縣朴子市應菜埔永安宮
- 嘉義縣東石鄉下揖村建安宮
- 嘉義縣東石鄉下蔦松松湖宮
- 嘉義縣東石鄉塭港保安宮
- 嘉義縣東石鄉掌潭保安宮
- 嘉義縣東石想永屯村圓潭遊天宮
- 嘉義縣布袋鎮半月庄福德宮
- 臺南市中西區四安境牛磨後神興宮
- 臺南市中西區石精臼開基共善堂
- 臺南市中西區檺林宮共善堂
- 臺南市永康區公廨內昭靈廟
- 臺南市安南區海尾檺林敬邢堂
- 高雄市鼓山區哨船頭共興堂
- 高雄市鹽埕區開基共榮堂
- 屏東縣東港鎮東津開基共善堂
- 屏東縣東港鎮開基共心堂
- 屏東縣東港鎮共和堂
- 屏東縣東港鎮檺林宮共心堂
- 屏東縣東港鎮共聖堂
- 屏東縣南州鄉萬華福興殿
- 臺東縣臺東市忠善堂
- 臺東縣臺東市忠合宮
- 雲林縣西螺鎮市仔頭福陽堂
- 金門縣金寧鄉西浦頭靈濟宮
- 金門縣金沙鎮山西明王殿

### 新加坡
- 宏茂橋檺林宮
- 福安殿（淡濱尼聯合宮）
- 勿洛檺林宮（石林晉山聯合宮）

### 馬來西亞
- 吉隆坡檺林宮
- 霹靂太平檺林宮
- 柔佛麻坡双溪须踏檺林宫
- 柔佛礼让武吉甘蜜檺林宫
- 柔佛礼让武吉甘蜜侯爷府
- 柔佛礼让县武吉甘密宝灵殿三王府